# Louis Toffoli
Pour les articles homonymes, voir Toffoli.
Louis Toffoli est un peintre et lithographe français né à Trieste (alors littoral autrichien), le 16 octobre 1907, d’un père italien et d’une mère slovène, et mort le 18 février 1999 à Créteil.
Successivement austro-hongrois, puis italien et français, Toffoli se déclarait comme « de Trieste » et ne signait ses tableaux ni Luigi, ni Louis, mais seulement Toffoli.

## Biographie

### Le Triestin épris d'art
Le 20 mai 1915, l'Italie déclare la guerre à l'Autriche-Hongrie. Trieste est un port austro-hongrois de l’Adriatique et la famille est contrainte de s'exiler en Italie. Il a huit ans. À Padoue, puis à Florence, Luigi découvre des arts d'inspiration religieuse ou profane.
En 1924, Luigi Toffoli entre à l'École navale de Trieste mais des difficultés l'obligent à renoncer aux études. Il travaille comme forgeron puis tailleur et suit des cours du soir à l'Académie des Beaux-Arts triestine. À la biennale de Trieste en 1928, parmi Chirico et d'autres artistes connus, Luigi Toffoli présente deux toiles de style constructiviste. Les responsables de la propagande fasciste s'intéressent de près à la vision singulière du jeune artiste. Les Chemises Noires l'exhortent à s'engager à leurs côtés. Il doit organiser sa fuite (à l'époque du régime fasciste, totalitaire, il était interdit aux ressortissants italiens de quitter le territoire national).

### Installation en France
En 1930, Luigi Toffoli saisit l'occasion d'un voyage organisé pour émigrer à Paris. Sans papier en règle ni argent, il habite le quartier de la Goutte d'Or, rue Myrha, où sa future femme Sylvia, décédée en 1973, le rejoint. Ils auront deux fils Patrick et Claude. Ils vivent d'expédients jusqu'à ce que Denis Kalman, un couturier de renom du Faubourg Saint-Honoré, l'engage dans son atelier. Sa situation se régularise, ses talents de modéliste sont reconnus. Il obtient une carte d'artisan commerçant et enseigne l'art de la coupe à la chambre syndicale du vêtement.
Sa réputation s'étoffe en 1934 ; de nombreuses commandes lui permettent de s'installer à Alfortville puis à Charenton-le-Pont. Il devient artisan indépendant pour des maisons de couture parisiennes. Il suit à nouveau des cours de dessin, expérimente patiemment son style et s'essaye à la technique de l'affiche.

### Prix et premières expositions de peinture
En 1935, un concours est ouvert par le ministère des Colonies à l'occasion du tricentenaire du rattachement des Antilles à la France. Sa composition obtient le premier prix. Peu après, Luigi Toffoli reçoit le deuxième prix d'un concours international organisé par la Société des Nations. C'est aussi l'époque des premières expositions dans les principaux salons : Salon d'automne, Salon des indépendants, Salon des Peintres Témoins de leur Temps, Musée de la Marine…
La crise économique de 1936, des scandales publics et des grèves conduisent le Front populaire au gouvernement. Il assiste parfois à des meetings politiques où il portraiture Blum, Taittinger, Auriol et autres figures de l'époque.
Pendant l'occupation, afin d'échapper au Service du travail obligatoire, Luigi Toffoli se réfugie en Touraine, à Jaulnay où il participe comme agent de liaison à la Résistance. Il se présente désormais comme peintre.
Il expose au Salon des Indépendants des toiles inspirées du monde du travail, un des thèmes forts de son œuvre. En 1947, Luigi Toffoli obtient la naturalisation française et devient Louis Toffoli.

### Expositions dans les galeries
La galerie RG à Paris organise en 1952 pour Louis Toffoli sa première exposition personnelle. Désormais, les expositions et les voyages à l'étranger vont se multiplier. En 1954, Louis Toffoli apprend la technique de la lithographie dans les ateliers de Fernand Mourlot, puis à partir de 1968, il poursuit ses éditions de lithographies dans ceux de Jean-Claude Perrin. La lithographie popularisera sa peinture.
Ce sont les années aussi où il expose à la galerie Suillerot aux côtés de Maurice Boitel, Robert Savary, Noe Canjura, Daniel du Janerand, Ginette Rapp et Eliane Thiollier. Plusieurs photographies de février 1955 de Georges Papo les représentent entourant le galeriste Raymond Suillerot.
En 1956, il explore l'Espagne puis la Yougoslavie en train et à vélo, hors des sentiers touristiques, et croque les gens du pays, en quête d'humanité. De retour à Charenton-le-Pont, il expose une nouvelle fois au Salon des Peintres Témoins de leur Temps. Son talent est remarqué par un mécène brésilien en 1960 qui l'invite à exposer au Copacabana Palace, au Brésil.

### Voyages et célébrité
À partir de cette date Louis Toffoli se consacre exclusivement à la peinture. Il voyage en Israël, aux États-Unis, au Mexique, en Chine… et dans bien d'autres pays dont il peindra une œuvre toujours ressourcée au cœur de la vie quotidienne.
Aubusson tisse en 1976 les premières tapisseries du peintre. 2 timbres sont édités par La Poste, d'après ses œuvres, en 1980 ( La Broderie) et 1982 (La Ferronnerie). De nombreuses expositions particulières sont organisées dans le monde entier. Plusieurs films et émissions télévisées sont réalisés autour de son œuvre.
Le musée Toffoli est inauguré en 1995 à Charenton-le-Pont. Louis Toffoli fait don à la ville d'une centaine d'œuvres. Le musée est  fermé en 2002, remplacé par la galerie municipale Art et Liberté.
Nombre de musées notamment en Allemagne, au Brésil, en Espagne, Hollande, Israël, Italie, Maroc, Portugal, Suède, États-Unis… possèdent des œuvres du peintre. De nombreux ouvrages lui sont consacrés.

### Distinctions
- 1987 : Chevalier dans l'ordre national de la Légion d'honneur, décoré à la Mairie de Paris par Jacques Chirac, Premier ministre[8].
- 1996 : Chevalier de l'ordre du Mérite de la République italienne.

## Œuvre
Les toiles présentent des surfaces superposées transparentes, et des personnages sans visage. Louis Toffoli serait « à la recherche d’une vérité intérieure inhabituelle ».
Louis Toffoli n'utilise qu'une seule technique pour ses œuvres peintes : la craie grasse. Il consacre une période de son œuvre à la lithographie.
Il dédie aussi une œuvre au travail du lithographe avec La Presse à bras.